# Buzurkanchanalli, Haliyal
Buzurkanchanalli là một làng thuộc tehsil Haliyal, huyện Uttara Kannada, bang Karnataka, Ấn Độ.